# Paul Fridolin Kehr
Paul Fridolin Kehr (28 de diciembre de 1860, Waltershausen, Turingia - 9 de noviembre de 1944, Wässerndorf, Franconia) era un paleógrafo, historiador y archivista alemán.
Fue el cuarto hijo del maestro de escuela y pedagogo, Carl Kehr. En 1879 se graduó en la escuela secundaria de Halberstadt cuyo director, Gustav Schmidt, tenía gran interés en la diplomática y publicaría junto a él, posteriormente en 1889, documentos papales y los regesta de Sajonia (1353 a 1378).
En 1893 es nombrado profesor de historia y ciencias auxiliares en la Universidad de Marburg, y dos años más tarde, obtuvo el mismo título en la Universidad de Göttingen (de 1895).
Bajo los auspicios de esta última universidad, acometió el estudio de los documentos papales en una edición crítica (1896) para conocer la historia medieval de Alemania; para ello, convirtió a sus discípulos en colaboradores, los envió a diversos países y fundó el Instituto Prusiano, más tarde Instituto Alemán.
En 1903 es nombrado director del Istituto Storico Germanico en Roma, y en 1915 se convierte en director general de los Archivos estatales prusianos. Durante el mismo año, le nombran presidente del centro director de los "Monumenta Germaniae Historica", desde 1919 a 1934, así como director del Instituto para Historia alemana Káiser Wilhelm donde estuvo de director hasta 1941.
Se casó con Doris vom Baur en 1908 con la que tuvo una hija, Gudila, casada con el historiador social Götz Freiherr von Pölnitz. Este mismo año es elegido socio de la Academia Nacional de los Linces, con sede en Roma.
En 1944 Kehr murió en el pueblo de Wässerndorf y fue enterrado en el cementerio privado de los de Pölnitz en Schloss Hundshaupten.

## Publicaciones
Kehr es más conocido por su investigación documental sobre el Papado y sobre la historia imperial alemana. Fue editor o coeditor de las obras siguientes:
- Päpstlichen Urkunden und Regesten aus den Jahren 1358-78 (dos volúmenes 1886-1889) - Documentos papales y resúmenes de los años 1358-78.
- Dado Urkunden Otto III (1889) - Los documentos de Otto III.
- Regesta Pontificum Romanorum ("Italia pontifica" siete volúmenes, Berlina 1906 a 1925)-- los documentos emitidos por el papado pertenecientes a iglesias italianas
- Papsurkunden in Spanien: Vorarbeiten zur Hispania pontificia, Berlín, , Weidmannsche Buchhandlung 1926-1928. 4 vols
  - Con dos volúmenes están dedicados a Cataluña, traducidos por Ramon d'Abadal i de Vinyals como: 
    - El Papat i el principat de Catalunya fins a la unió amb Aragó[5]

  - y otros dos dedicados a Navarra y Aragón, con sendas monografías:
    - Wie und wann wurde das Reich Aragon ein Lehen der römischen Kirche? Eine diplomatische Untersuchung [6]
    - Das Papsttum und die Königsreiche Navarra und Aragon bis zur Mitte des XII. Jahrunderts.[7]
- Germania sacra (Volumen 1, Berlina 1929).[8]